# 罗卡角

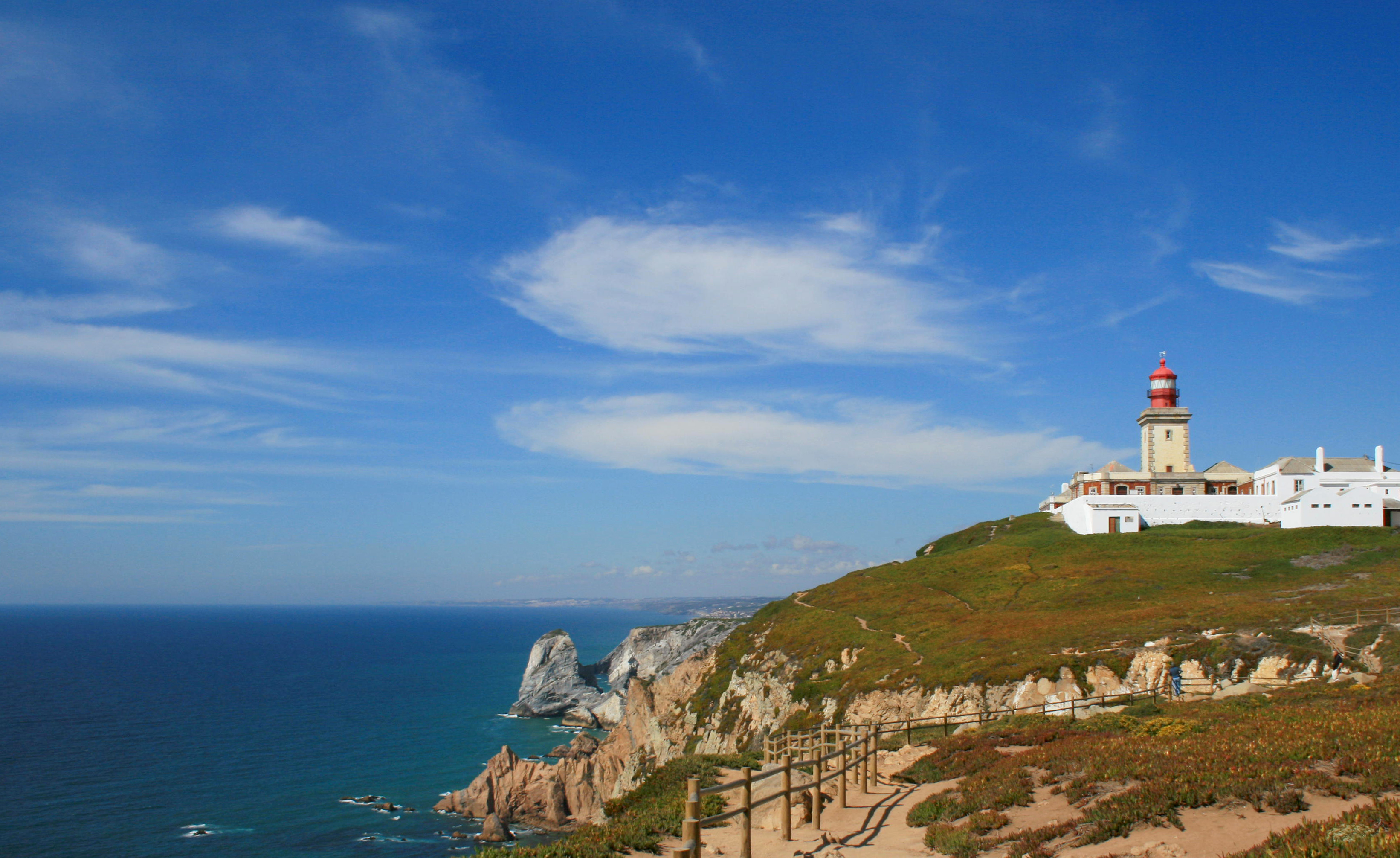
罗卡角

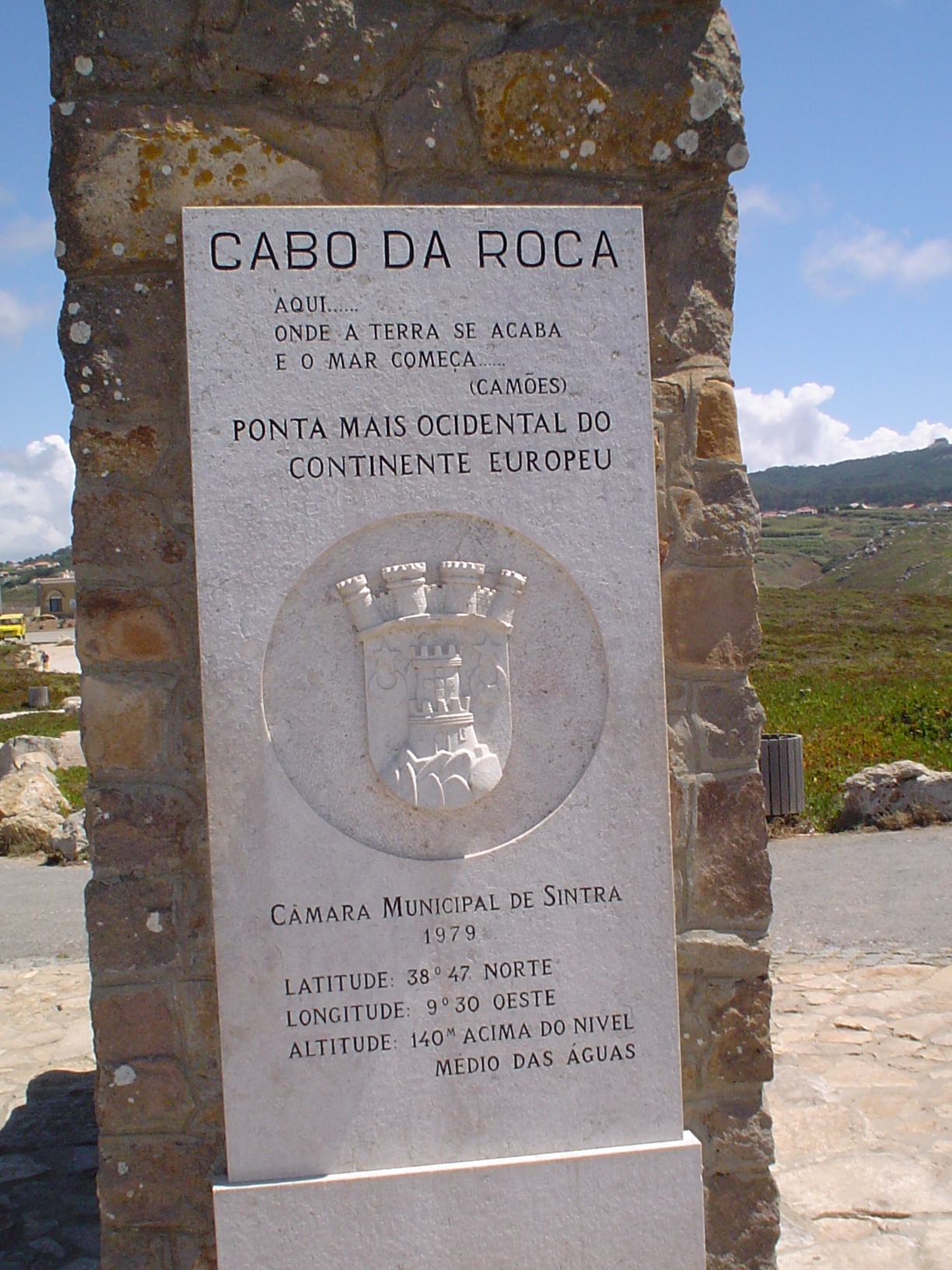
羅卡角石碑

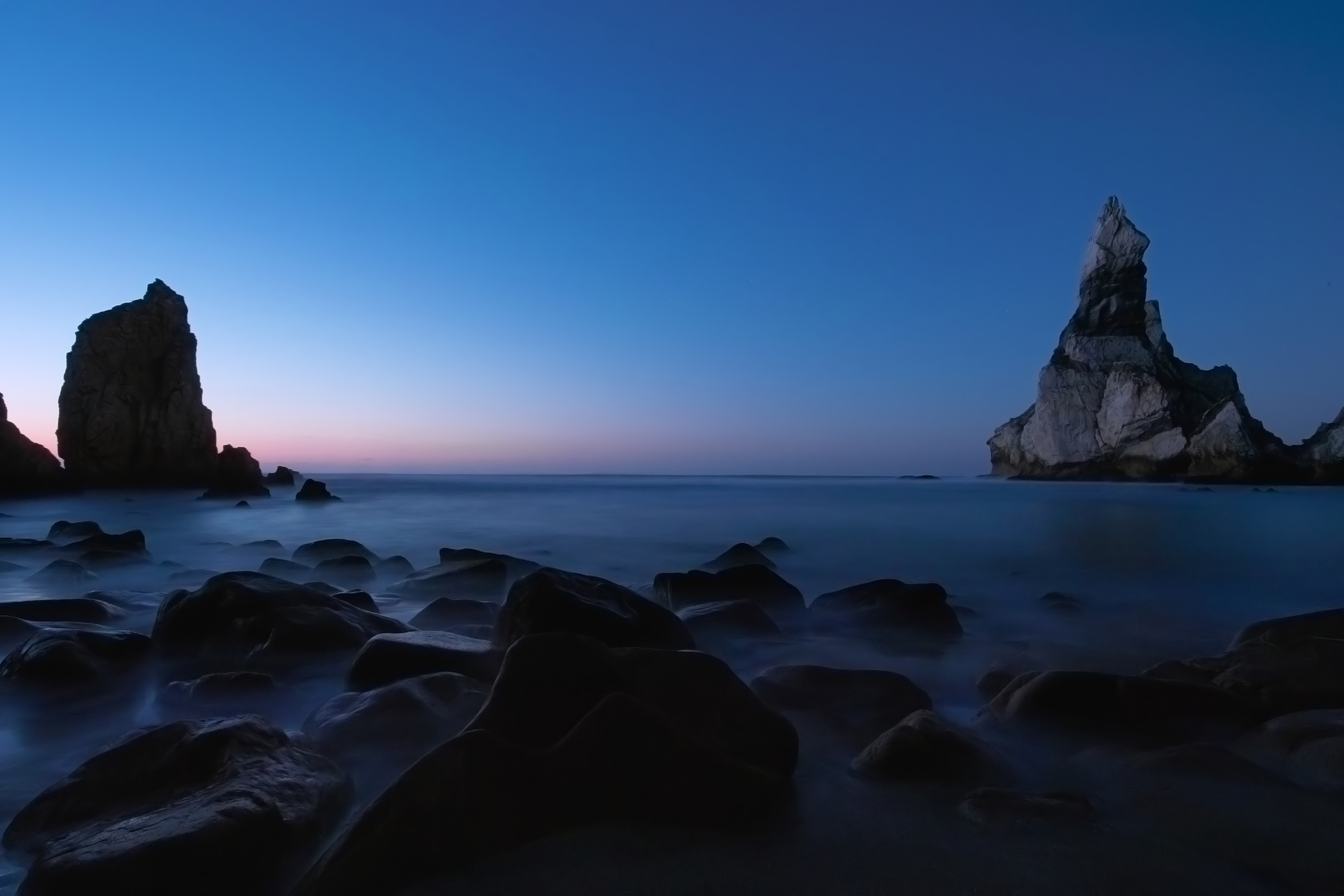
罗卡角的北面日落时的海景

是葡萄牙境内一个毗邻大西洋的海岬，是整个欧亚大陆的最西南点，但實際上葡萄牙國土最西點是在亞速爾群島。
罗卡角位于北纬38度47分，西经9度30分，距离里斯本大约40公里。人们在罗卡角140米高的山崖上建了一座灯塔和一个面向大洋的十字架。碑上以葡萄牙语写有著名的一句话：“陆止于此、海始于斯”（葡萄牙語：Onde a terra acaba e o mar começa）。
从里斯本沿海岸驱车一个半小时可到达罗卡角，途中会经过葡萄牙著名的海港城市卡斯凯什。